# Ильин, Владимир Николаевич (философ)
Влади́мир Никола́евич Ильи́н (16 [28] августа 1891, местечко Владовка, Радомысльский уезд, Киевская губерния — 23 ноября 1974, Париж) — русский философ
, богослов, литературный критик и музыкальный критик, композитор.

## Биография
Отец — Николай Александрович (покончил самоубийством в 1891 г.). Мать — Вера Николаевна (урождённая Чаплина). Учился в 1-й Киевской гимназии, где, по воспоминаниям С. Е. Трубецкого, был единственным, кто не интересовался в 1905 году политикой, а думал лишь о паровозах и мечтал стать инженером. В 1908 году окончил 4-ю Киевскую гимназию, затем естественное отделение физико-математического (1913) и философское отделение историко-филологического (1917) факультетов Киевского университета и Киевскую консерваторию по классу композиции.
С 1918 года — приват-доцент Киевского университета.
В 1919 году эмигрировал в Константинополь, затем в Белград, Берлин, Париж. В Берлине слушал лекции А. Гарнака.
С 1925 года — профессор Богословского православного института в Париже. Преподавал различные дисциплины в Берлине, Париже.
Принимал участие в евразийских изданиях, однако в 1929 году своё сотрудничество с евразийцами прекратил. Публиковался в различных периодических изданиях.
В годы Второй мировой войны публиковался в русской коллаборационистской прессе (в частности, в берлинской газете «Новое слово» и в «Парижском вестнике»). Политические взгляды Ильина в этот период связаны с идеей национально-консервативной революции, деятельность Муссолини и Гитлера он рассматривал как противостояние большевистской революции. В своих «Воспоминаниях» за 1943 год он писал: «В это время болезнь моя сильно подвинулась и я с восторгом приветствовал право-фашистскую молодежь, поднявшую эту, как мне казалось, истинную революцию, которая должна была принести не фиктивное, но подлинное освобождение трудящимся и по-настоящему сбросить цепи капитализма».
После войны преподавал в Институте святого Дионисия в Париже.
Выступал с критикой материализма (в частности — Жюльена Ламетри и советского марксизма). Отвергал признание материи всеобъемлющим принципом Вселенной и всякого бытия. Противопоставлял материализму «материологизм», как «признание Логоса, действующего в материи» (Материализм и материя. — В кн.: Христианство, атеизм и современность. Париж, 1928).
Автор 3 симфоний, 2 опер и нескольких романсов.
В 2005 году дети В. Н. Ильина передали его архив Фонду Русского Зарубежья в Москве.

## Семья
- Жена — Вера Николаевна, урождённая ? (1912—2003), публикатор текстов В. Н. Ильина.
  - Дочь — Елена (1935—2007)
  - Сын — Николай (род. 10 сентября 1944)

## Публикации сочинений
- Всенощное бдение / В. Н. Ильин. — Paris : Ymca press, [19--]. — 219 с.; 19 см.
- Преподобный Серафим Саровский / В. Н. Ильин. — Москва : Христиан. изд-во, 1925. — 122 с.; 21 см.
- Преподобный Серафим Саровский / В. Н. Ильин. — Paris : YMCA-press, 1925. — 215 с., [1] л. портр.; 18 см.
- Запечатанный гроб. Пасха нетления : Объяснение служб страстной недели и Пасхи / В. Н. Ильин. — Paris : YMCA-press, 1926. — 125 с., [5] л. ил.; 24 см.
- Материализм и материя / В. Н. Ильин. — Paris : YMCA-press; Варшава : Добро, 1928. — 32 с.; 16 см. — (Христианство, атеизм и современность; № 4).
- Атеизм и гибель культуры / В. Н. Ильин. — Paris : YMCA-press; Варшава : Добро, 1929. — 29 с.; 16 см. — (Христианство, атеизм и современность; № 6).
- Загадка жизни и происхождение живых существ / В. Н. Ильин. — Paris : YMCA-press, 1929. — 115 с.; 19 см.
- Преподобный Серафим Саровский / В. Н. Ильин. — 2 изд., перераб. авт. — Париж : YMCA-press, 1930. — 206 с., [1] л. портр.; 19 см.
- Шесть дней творения : библия и наука о творении и происхождении мира / В. Н. Ильин. — Paris : YMCA-press, 1930. — 229, [2] с.; 19 см.
- Арфа царя Давида в русской поэзии / В. Н. Ильин. — Брюссель : Жизнь с Богом, 1960. — 76, [1] с.; 22 см.
- Преподобный Серафим Саровский / В. И. Ильин. — 3 изд. — Нью-Йорк : Путь жизни, 1971. — 206 с. : ил., портр.; 18 см.
- Арфа Давида. Религиозно-философские мотивы русской литературы. Проза. т. 1. — 1980. Сан-Франциско, — 448, [4] с.
- Религия революции и гибель культуры / В. Н. Ильин. — Paris : YMCA-press, 1987. — 136 с.; 18 см; ISBN 2-85065-116-8
- Шесть дней творения / В. Н. Ильин. — 2 изд. — Paris : YMCA-press, 1991. — 229, [3] с.; 19 см; ISBN 2-85065-212-1
- Запечатанный гроб пасха нетления : Объяснение служб страстной недели и пасхи / В. Н. Ильин ; Илл. Д. Стеллецкого. — 2. изд. испр. — Paris : YMCA-press, 1991. — 125 с., [5] л. ил.; 22 см; ISBN 2-85065-197-4
- Религия революции и гибель культуры / В. Н. Ильин. — Москва : Христианское изд-во, 1994. — 138 с.; 20 см.
- Статика и динамика чистой формы. // «Вопросы философии», 1996, № 11.
- Эссе о русской культуре / Владимир Ильин; [Вступ. ст. А. Козырева, с. 3-34]. — СПб. : Акрополь, 1997. — 461,[1] с., [1] л. портр.; 22 см; ISBN 5-86585-037-7 (В пер.) : Б. ц.
- О творчестве. «Живое предание. Православие в современности.» М. 1997 г.
- Миросозерцание графа Льва Николаевича Толстого / В. Н. Ильин. — СПб. : Изд-во Рус. Христиан. гуманит. ин-та, 2000. — 478, [1] с. : портр.; 17 см. — (Серия «Из архива русской эмиграции» / Рус. христиан. ин-т).; ISBN 5-88812-080-4
- Преподобный Серафим Саровский: Трактат / В. Н. Ильин. — Москва : Лепта, 2003 (Тип. АО Мол. гвардия). — 190, [1] с., [4] л. цв. ил.; 21 см. — (Лики святости).; ISBN 5-94000-050-9 (в пер.)
- Арфа Давида : религиозно-философские мотивы русской литературы / В. Н. Ильин. — Санкт-Петербург : Русский Миръ, 2009-. — 21 см; ISBN 978-5-904088-06-4
- Пожар миров : избранные статьи из журнала «Возрождение» / Владимир Ильин. — Москва : Прогресс-Традиция, 2010. — 752 с. : портр.; 22 см; ISBN 978-5-89826-231-8
- Вавилон и Иерусалим. Демоническое и святое в литературе / В. Н. Ильин. — Санкт-Петербург : Русский миръ, 2011. — 718, [1] с.; 21 см; ISBN 978-5-904088-03-3
- Русская наука / В. Н. Ильин; [составление, вступительная статья и примечания — О. Т. Ермишин]. — Москва : Дом русского зарубежья им. Александра Солженицына (ДРЗ), 2017. — 436, [2] с. : портр.; 23 см; ISBN 978-5-98854-060-1 :
- Запечатанный гроб. Пасха нетления : объяснение служб Страстной недели и Пасхи / В. Н. Ильин. — Москва : Познание, 2020. — 266, [1] с. : ил.; 17 см; ISBN 978-5-906960-99-3 : 2000 экз.